# Песни джиннов
«Песни джиннов» — предстоящий российский независимый художественный фильм, восьмой полнометражный фильм режиссёра Романа Михайлова.
Так же, как два предыдущих фильма режиссёра «Надо снимать фильмы о любви» и «Жар-птица», «Песни джиннов» снимались в Индии. По словам Романа Михайлова, фильм завершит второй цикл его киноработ, включающий три фильма на индийскую тему и сериал.

## Создание
В январе 2025 года сообщалось о том, что Михайлов работает над фильмом в Варанаси «с индийским кастом и командой», при этом «в перерывах между дублями показывает болливудским актерам картины Андрея Тарковского». Стало также известно, что в проекте примут участие два российских актёра, две актрисы, а также одна певица, а оператором выступает Максим Дроздов.
В январе-марте 2025 года внимание СМИ и соцсетей привлекло несколько фото экс-солистки «Тату» Юлии Волковой в бикини на пляже, опубликованное в её личном блоге. По словам Волковой, она в это время находилась в Гоа, где совмещала отдых и работу, а именно съёмки в фильме «Песни джиннов». В январе Волкова рассказала, что «три месяца назад, спустя долгие годы после нашей совместной работы, меня пригласили принять участие в новом фильме режиссёра Романа Михайлова», добавив: «Когда я познакомилась с этой удивительной историей и идеей, у меня не осталось сомнений — я должна быть частью этого. Так я впервые оказалась в Индии». Также стало известно, что в фильме сыграла индийская актриса Манасви, «Мисс Индия — 2010», в настоящее время проживающая в Лос-Анджелесе.
В конце мая вышел тизер фильма.

## В ролях
- Вьом Ядав (Vyom Yadav)[8][9]
- Манасви Мамгаи[англ.] (Manasvi Mamgai)[6]
- Виктория Мирошниченко
- Анастасия Негинская
- Владимир Трушников
- Артём Кисаков
- Диша Тхакур (Disha Thakur)[9]
- Раджат Сухиджа (Rajat Sukhija)[9]
- Юлия Волкова[10]
- Светлана Бондарчук[10]
- Даниил Патлах[9]
- Филипп Мильштейн[9]
- Тимур Валеев[9]
- Сергей Двойников[11]

## Отзывы
В октябре 2024 года режиссёр сообщил о новом замысле, что «проект настолько странен, что нам самим не верится, что за него берёмся».